# Graham Poll
Graham Poll (sinh ngày 29 tháng 7 năm 1963 tại Hitchin,  Hertfordshire, Anh) là một trọng tài bóng đá người Anh. Tính đến năm 2006, ông đã cầm còi 26 năm và trở thành một trong những trọng tài xuất sắc nhất nước Anh. Ông đã có vinh dự bắt chính nhiều trận đấu quan trọng của giải bóng đá ngoại hạng Anh cũng như các giải bóng đá khác ở Anh, các cúp bóng đá châu Âu, và của cả giải vô địch bóng đá thế giới. Tuy nhiên, hình ảnh một trọng tài giỏi của ông đã ít nhiều sứt mẻ sau khi ông mắc sai lầm nghiêm trọng khi phạt cầu thủ Josip Šimunić của Croatia 3 thẻ vàng trong trận đấu giữa Croatia với Úc ở World Cup 2006 do đã nhận nhầm cầu thủ ở lượt rút thẻ vàng thứ hai - ông đã nhầm với hậu vệ Craig Moore của Úc. (cả hai đều mặc áo số 3, hơn nữa Šimunić cũng mang cho mình giọng  Anh-Úc) Sau đó, ông tuyên bố sẽ không bắt các trận đấu quốc tế nữa. Tuy nhiên, ông vẫn nhận được tín nhiệm của Liên đoàn bóng đá châu Âu (UEFA) để bắt chính các trận đấu vòng loại giải vô địch châu Âu 2008 (EURO 2008).

## Các trận bóng đá quan trọng đã bắt chính
- Chung kết Cúp FA, 20 tháng 5 năm 2000, Chelsea - Aston Villa (trận chung kết cuối cùng diễn ra tại sân vận động Wembley)
- Chung kết Cúp Liên đoàn bóng đá Anh, 24 tháng 2 năm 2002, Blackburn Rovers v. Tottenham Hotspur
- Chung kết Cúp UEFA mùa bóng 2004-05, 18 tháng 5 năm 2005, Sporting Lisbon - CSKA Moskva
- Giải vô địch bóng đá thế giới 2002, 8 tháng 6, 2002, Ý - Croatia
- Giải vô địch bóng đá thế giới 2006, Hàn Quốc - Togo, Ả Rập Saudi - Ukraina và Croatia - Úc.